# زاكاتيكاس
زاكاتيكاس : مدينة في المكسيك عاصمة ولاية زاكاتيكاس، تقع وسط المكسيك، امتازت المدينة بكونها منجماً للمعادن الثمينة كالفضة، كانت واحدة من أهم مدن إسبانيا الجديدة، شهدت المدينة في القرن التاسع عشر العديد من الاضطرابات كان أهمها معركة زاكاتيكاس خلال الثورة المكسيكية، تم اختبار المدينة كأحد موقع التراث العالمي سنة 1993.

## معرض

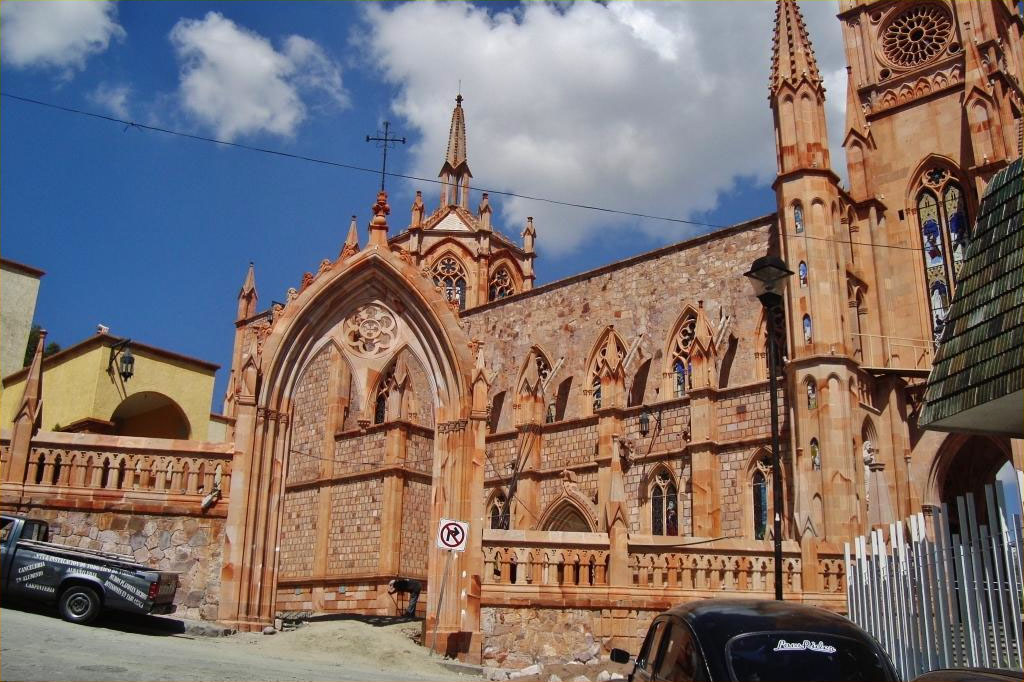
كنيسة سيدتنا فاطمة_زاكاتيكاس
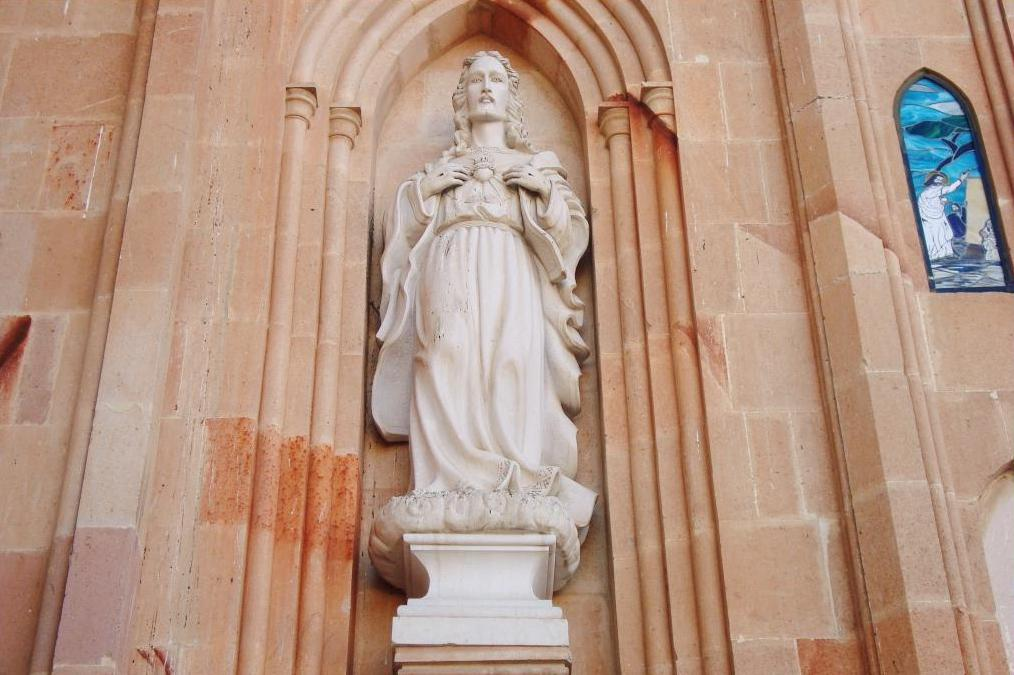
كنيسة سيدتنا فاطمة
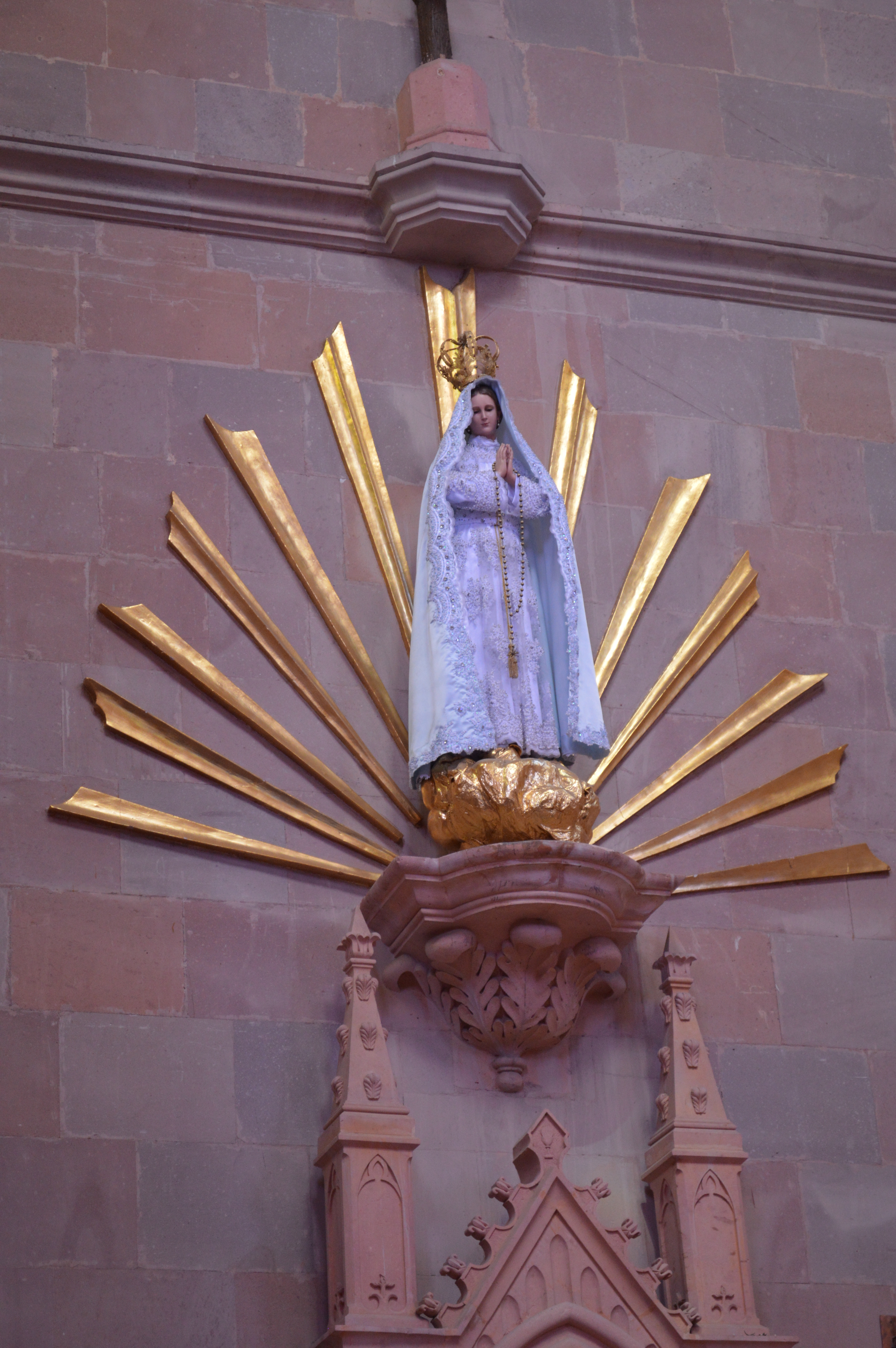
زاكاتيكاس
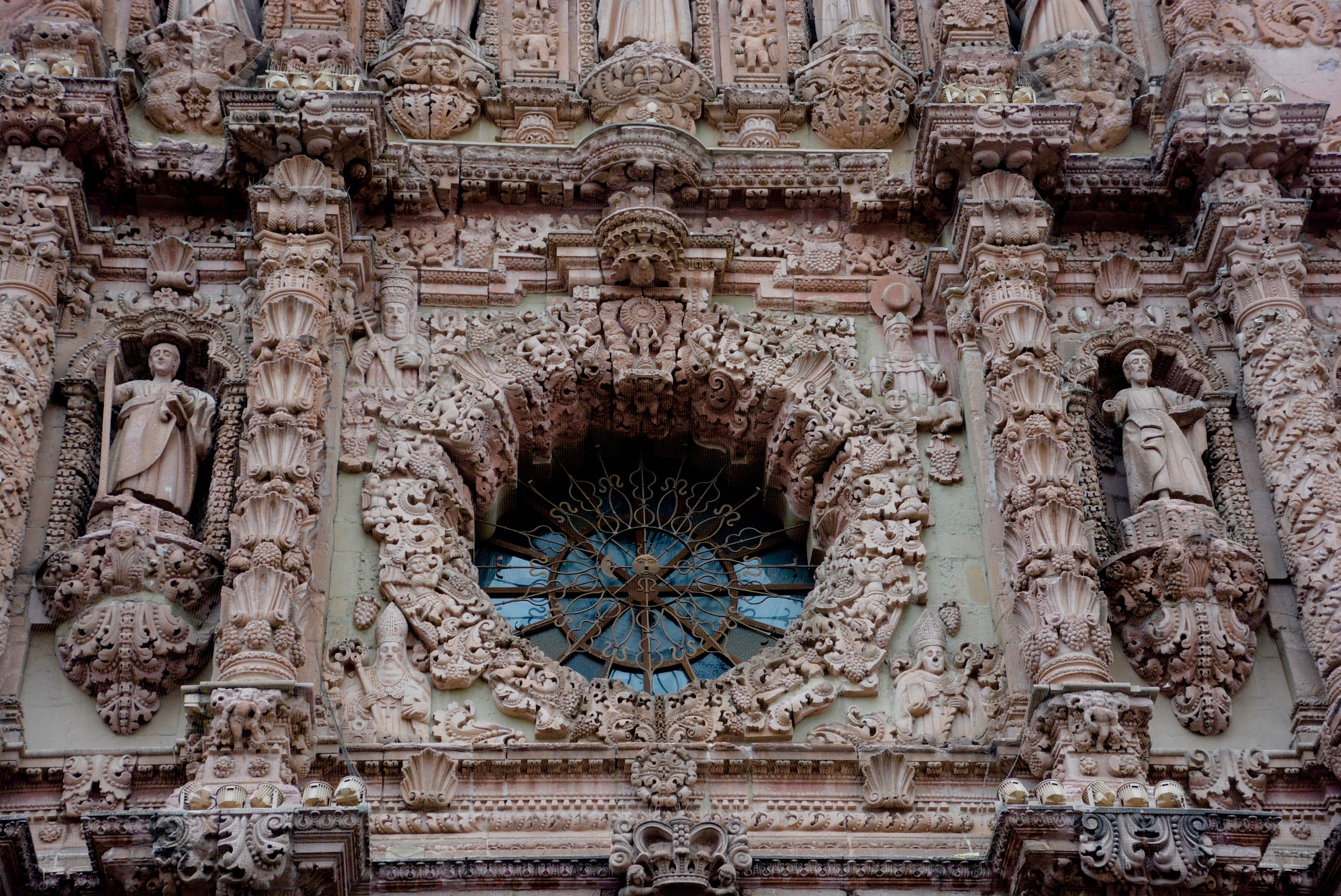
آثار في المدينة
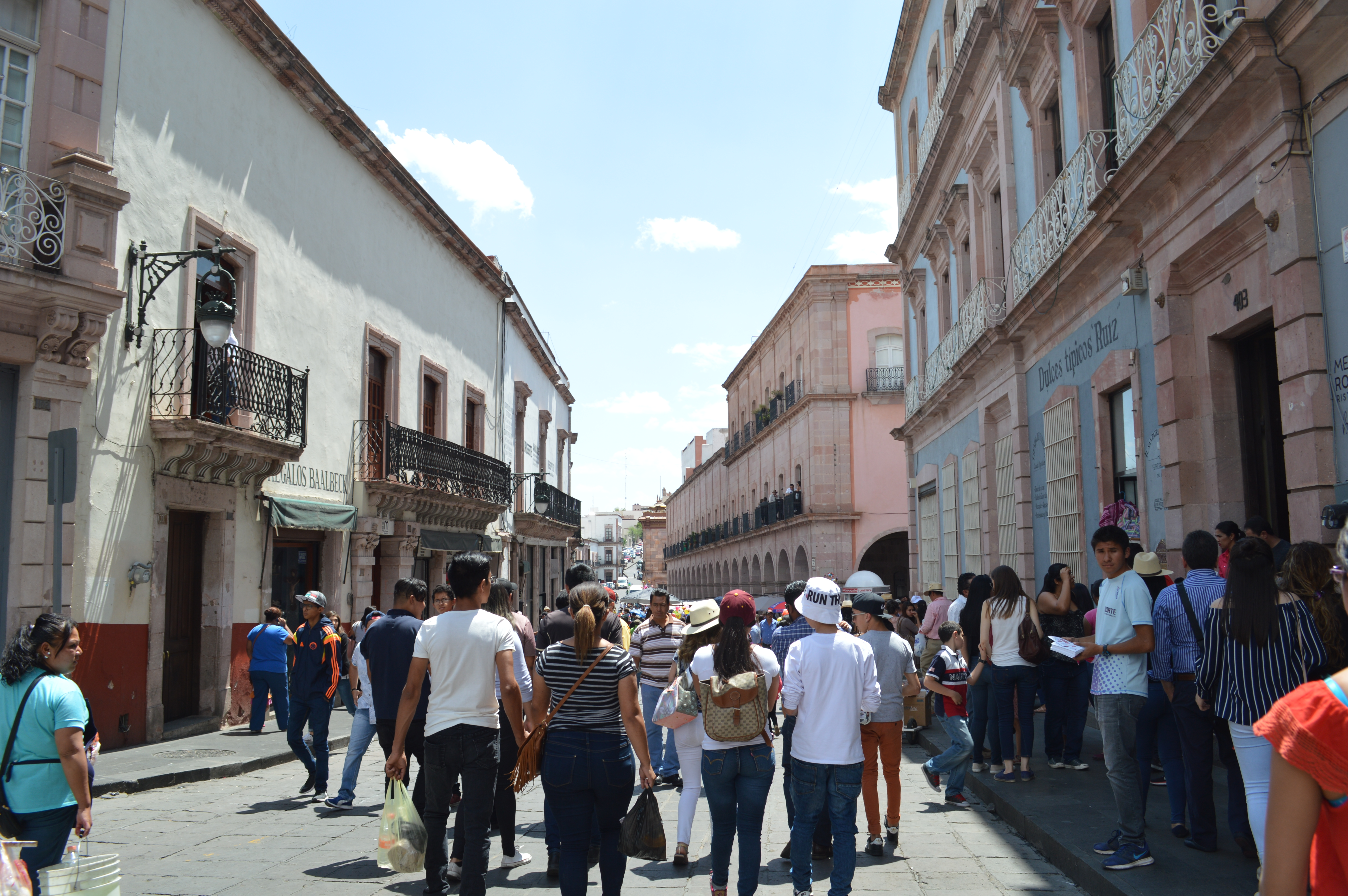
شارع في المدينة

## المناخ
يظهر الجدول التالي التغييرات المناخية على مدار السنة لزاكاتيكاس:
| البيانات المناخية لـزاكاتيكاس                                                                   | البيانات المناخية لـزاكاتيكاس | البيانات المناخية لـزاكاتيكاس | البيانات المناخية لـزاكاتيكاس | البيانات المناخية لـزاكاتيكاس | البيانات المناخية لـزاكاتيكاس | البيانات المناخية لـزاكاتيكاس | البيانات المناخية لـزاكاتيكاس | البيانات المناخية لـزاكاتيكاس | البيانات المناخية لـزاكاتيكاس | البيانات المناخية لـزاكاتيكاس | البيانات المناخية لـزاكاتيكاس | البيانات المناخية لـزاكاتيكاس | البيانات المناخية لـزاكاتيكاس |
| الشهر                                                                                           | يناير                         | فبراير                        | مارس                          | أبريل                         | مايو                          | يونيو                         | يوليو                         | أغسطس                         | سبتمبر                        | أكتوبر                        | نوفمبر                        | ديسمبر                        | المعدل السنوي                 |
| ----------------------------------------------------------------------------------------------- | ----------------------------- | ----------------------------- | ----------------------------- | ----------------------------- | ----------------------------- | ----------------------------- | ----------------------------- | ----------------------------- | ----------------------------- | ----------------------------- | ----------------------------- | ----------------------------- | ----------------------------- |
| الدرجة القصوى °م (°ف)                                                                           | 28.0 (82.4)                   | 29.0 (84.2)                   | 29.9 (85.8)                   | 34.0 (93.2)                   | 36.0 (96.8)                   | 36.0 (96.8)                   | 31.0 (87.8)                   | 29.9 (85.8)                   | 30.5 (86.9)                   | 30.0 (86.0)                   | 29.0 (84.2)                   | 28.0 (82.4)                   | 36.0 (96.8)                   |
| متوسط درجة الحرارة الكبرى °م (°ف)                                                               | 17.8 (64.0)                   | 19.3 (66.7)                   | 21.7 (71.1)                   | 24.5 (76.1)                   | 26.5 (79.7)                   | 25.6 (78.1)                   | 23.8 (74.8)                   | 23.6 (74.5)                   | 22.5 (72.5)                   | 22.1 (71.8)                   | 21.0 (69.8)                   | 18.2 (64.8)                   | 22.2 (72.0)                   |
| المتوسط اليومي °م (°ف)                                                                          | 11.3 (52.3)                   | 12.4 (54.3)                   | 14.5 (58.1)                   | 17.2 (63.0)                   | 19.3 (66.7)                   | 19.1 (66.4)                   | 17.8 (64.0)                   | 17.7 (63.9)                   | 17.0 (62.6)                   | 15.9 (60.6)                   | 14.1 (57.4)                   | 11.9 (53.4)                   | 15.7 (60.3)                   |
| متوسط درجة الحرارة الصغرى °م (°ف)                                                               | 4.7 (40.5)                    | 5.6 (42.1)                    | 7.3 (45.1)                    | 9.9 (49.8)                    | 12.1 (53.8)                   | 12.6 (54.7)                   | 11.8 (53.2)                   | 11.8 (53.2)                   | 11.5 (52.7)                   | 9.6 (49.3)                    | 7.2 (45.0)                    | 5.6 (42.1)                    | 9.1 (48.4)                    |
| أدنى درجة حرارة °م (°ف)                                                                         | −6.3 (20.7)                   | −3.5 (25.7)                   | −3.1 (26.4)                   | 2.0 (35.6)                    | 5.0 (41.0)                    | 1.0 (33.8)                    | 4.0 (39.2)                    | 6.5 (43.7)                    | 3.5 (38.3)                    | −3.0 (26.6)                   | −20 (−4)                      | −12.0 (10.4)                  | −20 (−4)                      |
| الهطول مم (إنش)                                                                                 | 19.0 (0.75)                   | 14.9 (0.59)                   | 7.5 (0.30)                    | 10.8 (0.43)                   | 17.4 (0.69)                   | 75.2 (2.96)                   | 101.3 (3.99)                  | 106.0 (4.17)                  | 90.1 (3.55)                   | 32.6 (1.28)                   | 9.5 (0.37)                    | 10.9 (0.43)                   | 495.2 (19.50)                 |
| متوسط أيام هطول الأمطار (≥ 0.1 mm)                                                              | 2.4                           | 1.7                           | 0.9                           | 1.1                           | 3.3                           | 8.6                           | 10.2                          | 10.1                          | 9.6                           | 4.6                           | 1.3                           | 2.2                           | 55.8                          |
| متوسط الأيام المثلجة                                                                            | 0.33                          | 0                             | 0.03                          | 0                             | 0                             | 0                             | 0                             | 0                             | 0                             | 0                             | 0.46                          | 0.11                          | 0.93                          |
| ساعات سطوع الشمس الشهرية                                                                        | 204.6                         | 208.6                         | 240.8                         | 248.0                         | 268.7                         | 242.0                         | 202.5                         | 227.9                         | 175.0                         | 212.9                         | 228.0                         | 214.9                         | 2٬672٫4                       |
| نسبة وصول أشعة الشمس                                                                            | 61                            | 66                            | 66                            | 66                            | 66                            | 60                            | 49                            | 58                            | 48                            | 60                            | 70                            | 65                            | 61                            |
| المصدر #1: Servicio Meteorologico Nacional                                                      |                               |                               |                               |                               |                               |                               |                               |                               |                               |                               |                               |                               |                               |
| المصدر #2: Colegio de Postgraduados (snow, old temperature extremes), Climatemps.com (sunshine) |                               |                               |                               |                               |                               |                               |                               |                               |                               |                               |                               |                               |                               |

## توأمة
لزاكاتيكاس اتفاقيات توأمة مع كل من:
- مالقة
- أزوسا
- إل باسو
- الله أباد
- نوروالك
- Hanover Township, Jo Daviess County, Illinois [الإنجليزية]‏
- لينووود

## أعلام
- خوسيه ماريا كارديناس
- خوليو غالان
- ميغيل ألونسو رييس
- ألفونسو ماركيز
- رافاييل كورونيل
- ماريو بريونس